# هیپیاس دوم
هیپیاس دوم یا هیپیاس کوچک (به یونانی: Ἱππίας ἑλάττον) یکی از مکالمات افلاطون است. موضوع رساله اینست که آیا ارتکاب خطا عمداً و با اراده بهتر است یا بی‌اراده و غیر عمدی؟ همچنین این مکالمه بیانگر توانایی سقراط در بحث با سوفسطائیان به شیوهٔ خودشان است؛ بدین صورت که «افلاطون مهارت سقراط را در استدلال سوفیستی، و ناتوانی هیپیاس، سوفیست معروف و ماهر را، در بحث با سقراط نشان می‌دهد...»
شخصیت‌های اصلی این مکالمه سقراط و هیپیاس هستند.

## خلاصه مکالمه
پس از خطابهٔ هیپیاس، اودیکوس از سقراط می‌خواهد که نظر خود را دربارهٔ خطابهٔ هیپیاس بگوید و اگر نمی‌پسندد سؤال کند. هیپیاس مثل همهٔ سوفیست‌ها مدعی است که به هر سؤالی می‌تواند پاسخ گوید و در هر کاری توانا است؛ از ساختن انگشتری تا مهر و شیشهٔ روغن و کیسهٔ حمام تا بند تنبان!
هیپیاس مفسر اشعار هومر است و سقراط دربارهٔ اشعار هومر از او سؤال می‌کند اینکه گفتی هومر آخیل را بهتر و نستور را خردمندتر از دیگران می‌داند فهمیدم، اما اینکه اودیسه را زیرکتر از دیگران می‌داند هنوز نفهمیدم. هیپیاس اشعاری از هومر را شاهد مثال می‌آورد و سقراط می‌گوید منظور از زیرک دروغگوست و سقراط به جای لفظ زیرک که معانی متعددی دارد، لفظ دروغگو را می‌گذارد که معنی آن روشن‌تر و واضح‌تر است.
از نظر هیپیاس دروغگو غیر از درستکار و راستگو است نه آنکه هر دو یکی باشد. و اینکه دروغگویان توانا و دانا و باهوشند و به آنچه دروغ می‌گویند، معرفت دارند. اما سقراط مدعی است که آن‌کس که خواسته و دانسته دروغ می‌گوید، بهتر از کسی است که ندانسته دروغ می‌گوید. به عبارت دیگر کسی که حقیقت را می‌داند بهتر از کسی که حقیقت را نمی‌داند می‌تواند دروغ بگوید چون آن کس که حقیقت را نمی‌داند احتمال دارد که ناخواسته راست بگوید پس هر دروغگویی راستگویی است که دروغ می‌گوید و هر راستگویی توان دروغگویی را دارد. آن کس که حساب می‌داند بهتر از کسی می‌تواند دروغ بگوید که حساب نمی‌داند. چون کسی که حساب نمی‌داند امکان اینکه به نحو اتفاقی درست بگوید وجود دارد. پس دروغگوی واقعی راستگویی است که دروغ می‌گوید و این بر خلاف نظر هیپیاس است که دروغگو را غیر از راستگومی دانست.
هیپیاس می‌گوید «سقراط عادت تو همیشه این است که در بحث مطالب گوناگون را به هم می‌آمیزی و از آن میان دشوارترین نکته‌ها را می‌گزینی و ساعت‌ها در بارهٔ آن موشکافی بیهوده می‌کنی و بدین سان موضوع اصلی بحث را از یاد می‌بری.» سقراط می‌گوید این‌طور نیست یگانه صفت نیک من این است که می‌کوشم تا حقایق را از خردمندان بپرسم و بیاموزم و هر گز از آموختن شرم ندارم. بحث دوباره دنبال می‌شود. سقراط می‌گوید«در دویدن، کسی که اثر بد را عمداً پدید می‌آورد، بهتر از کسی است که بی عمد سبب پیدایی همان اثر می‌شود.» در دویدن یا کشتی گرفتن ارادهٔ دونده یا کشتی‌گیر نقش دارد شاید دونده‌ای آهسته می‌دود به خاطر اینکه برای سلامتی‌اش مفید است. یاکشتی‌گیری بخواهد عیب و نقص بد کشتی گرفتن را نشان دهد.
سقراط در نهایت به صفات انسانی مثل عدالت و دانایی و توانایی می‌رسد. و سپس نتیجه می‌گیرد که کسی که داناتر یا تواناتر یا هر دو است عادلتر است از کسی که جاهل یا ناتوان یا هر دو است. پس کسی که از روی دانایی یا توانایی یا هر دو دروغ می‌گوید بهتر است از کسی که از روی ناتوانی یا جاهلی یا هر دو دروغ می‌گوید. پس روح نیک و توانا اگر ظلم کند به عمد می‌کند در حالی که روح بد و ناتوان بی‌قصد و عمد چنان می‌کند لذا اگر کسی پیدا شود که کار زشت و بد و خلاف حق را خواسته و دانسته مرتکب گردد مرد خوبی است؟ هیپیاس می‌گوید محال است که این گفته را بپذیرم.
سقراط می‌گوید من خود حیران و سرگردانم اگر چه که نتیجهٔ ضروری بحث و استدلال ما همان است «حیرت و آوارگی من در این مسائل شگفت‌آور نیست شگفتی اینجاست که شما مردان دانا نیز آواره و سرگردانید و درد بی‌درمان ما این است که شما نیز نمی‌توانید ما را از این آوارگی برهانید.» نکته‌ای که در دفاعیه نیز به آن اشاره کرده‌است. این گفتگو با شعار اصلی سقراط که هیچکس خواسته و دانسته بد نمی‌کند در تضاد است. «در عمل انسانی، غیر از چیرگی بر وسایل، چیز دیگری هم نقش دارد: انتخاب اهداف و غایات؛ و خود این اهداف و غایات نیز وسایلی هستند برای عالیترین غایتها که طبیعت معینش کرده‌است؛ و سیرت اخلاقی انسان عمل‌کننده وابسته به شیوهٔ فکر و آمادگی درونی است.» اگر چیرگی و احاطهٔ بر وسایل، یگانه عامل مؤثر در عمل می‌بود پس باید راستگو و دروغگو یکی شمرده شوند.(یعنی آن کس که خواسته و دانسته دروغ می‌گوید عادلتر از کسی باشد که ندانسته و نخواسته دروغ می‌گوید) هیچ کس خواسته و دانسته بد نمی‌کند پس تالی باطل است و مقدم نیز لذا علاوه بر چیرگی به چیز دیگری نیز نیاز است.

## مطالعهٔ بیش‌تر
ترجمه فارسی این مکالمه
- افلاطون (۱۳۵۷)، دورهٔ ۷ جلدی آثار افلاطون، ترجمهٔ محمدحسن لطفی، رضا کاویانی، تهران: انتشارات خوارزمی

درباره این مکالمه
- Émile Chartier "Alain", Platon, Champs-Flammarion, 2005, ISBN 2-08-080134-1
- François Châtelet, Platon, Folio, Gallimard, 1989, ISBN 2-07-032506-7
- Jean-François Pradeau, Les mythes de Platon, GF-Flammarion, 2004, ISBN 2-08-071185-7
- Jean-François Pradeau, Le vocabulaire de Platon, Ellipses Marketing, 1998, ISBN 2-7298-5809-1
- Kraut, Richard, ed. The Cambridge Companion to Plato. Cambridge University Press, 1992.
- Gregory Vlastos, Studies in Greek Philosophy, Princeton University Press, 1995.